# Jacob van Vitry
Jacob van Vitry (Frans: Jacques de Vitry; Latijn: Jacobus de Vitriaco) (mogelijk Vitry-en-Perthois, tussen 1165 en 1180 – Rome, 1 mei 1240) was een Frans historicus, theoloog en kardinaal. Hij was de biechtvader van de mystica Maria van Oignies en verbleef tot aan haar dood in 1213 in haar omgeving. Tijdens de kruistochten was hij bisschop van Akko. In 1228 werd hij benoemd tot kardinaal-bisschop van Tusculum. Bij zijn dood in 1240 was hij deken van het College van Kardinalen. Zijn werk Historia Orientalis was een belangrijke bron voor de historiografie van de kruistochten.

## Levensloop
Jacob van Vitry werd geboren in centraal Frankrijk in de omgeving van de stad Reims, mogelijk in Vitry-en-Perthois. Over zijn jeugdjaren is niets bekend. Hij studeerde aan de Universiteit van Parijs waar hij promoveerde tot magister. Na zijn priesterwijding was hij pastoor in Argenteuil. Hij maakte deel uit van een groep van predikers die gevormd werd door de theoloog Petrus Cantor. Jacob van Vitry werd op missie gezonden naar het hertogdom Brabant waar hij predikte en zielezorg verrichtte.
Daar werd hij aangetrokken door de verhalen over de uit Brabant afkomstige begijnen en begarden en mystica Maria van Oignies die in een kluis naast de kerk van de priorij van Oignies in het graafschap Namen leefde. Hij bezocht haar omstreeks 1208 een eerste keer in Oignies en werd haar biechtvader. Hij keerde Parijs de rug toe en werd in 1210 augustijnerkanunnik van de priorij. Hij was een bewonderaar van Maria en werd haar geestelijke leider tot aan haar dood in 1213. Op verzoek van Folquet, op dat ogenblik bisschop van Toulouse en eveneens bewonderaar van Maria, stelde Jacob van Vitry kort daarna haar hagiografie samen. Dit werk is een van de weinige bronnen over deze heilige.

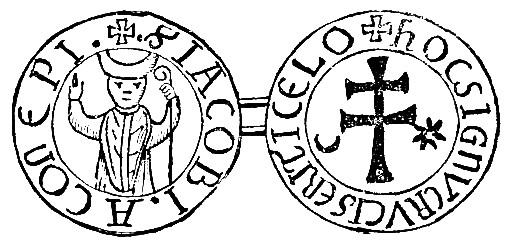
bisschoppelijk zegel van Jacob van Vitry

In 1213 werd Jacob van Vitry door paus Innocentius III benoemd om in het prinsbisdom Luik en in Frankrijk te gaan prediken tegen de albigenzen en hij nam deel aan de voorbereidingen van de Vijfde Kruistocht die onder leiding stond van koning Andreas II van Hongarije. Drie jaar later werd hij benoemd tot bisschop van Akko. Op 31 juli 1216 werd hij in de Italiaanse stad Perugia door paus Honorius III tot bisschop gewijd. Hij kon de paus overtuigen om de begijnen te erkennen. Als bisschop van Akko nam hij deel aan de Vijfde Kruistocht en was met een eigen contingent aanwezig bij de aanval op Damietta (1218-1220). Hij bezocht Europa tweemaal voor een langere periode: in 1222 was hij in Rome en vanaf 1226 verbleef hij in het prinsbisdom Luik waar hij verscheidene missies uitvoerde voor bisschop Hugo van Pierrepont en feitelijk fungeerde als diens hulpbisschop.
Jacob van Vitry keerde niet meer terug naar het Heilige Land en werd in 1228 ontheven uit zijn bisschoppelijk ambt te Akko. Paus Gregorius IX creëerde hem tijdens het consistorie van december van dat jaar tot kardinaal van het suburbicair bisdom Tusculum. Tot 1239 vervulde hij verscheidene diplomatieke missies als pauselijk legaat in Frankrijk (tegen de albigenzen) en in Palestina. Sommige bronnen vermelden dat hij omstreeks 1238 werd benoemd tot Latijns patriarch van Jeruzalem maar deze benoeming kreeg geen pauselijke bevestiging. In 1240 stierf hij in Rome. Bij zijn overlijden was hij al enkele jaren deken van het College van Kardinalen. Hij liet zijn bezittingen na aan de priorij van Oignies, zij vormden de aanzet van de kerkschat van Oignies. Het jaar nadien werd hij volgens zijn laatste wens begraven in de buurt van het graf van Maria van Oignies.

## Werken

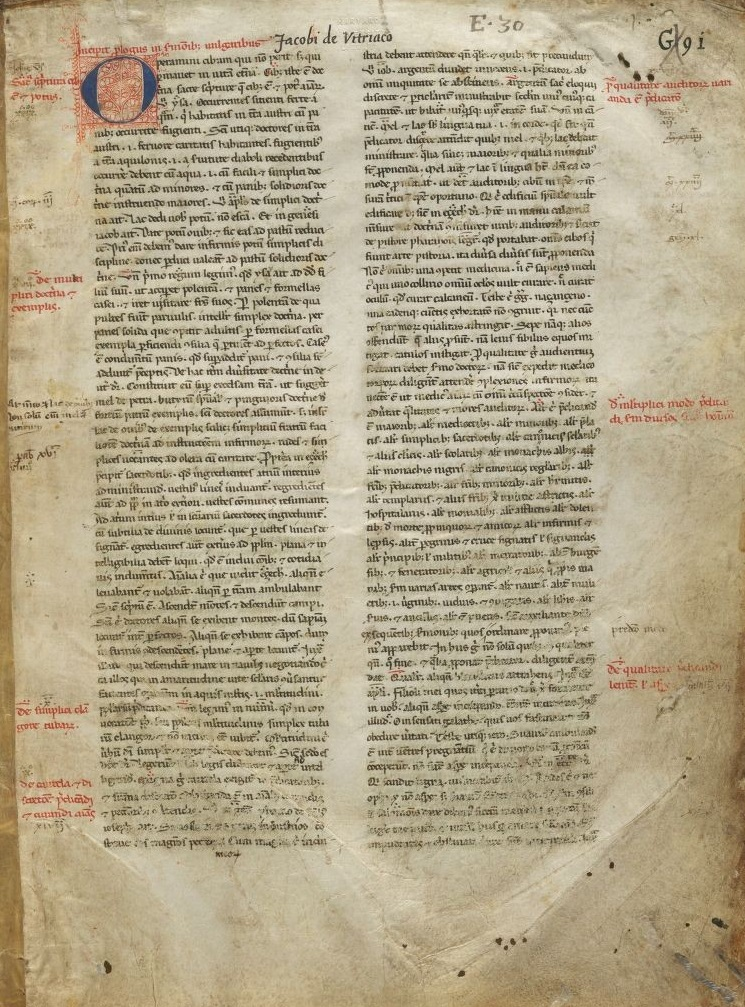
Titelpagina van Sermones vulgares, Harvard-universiteit.

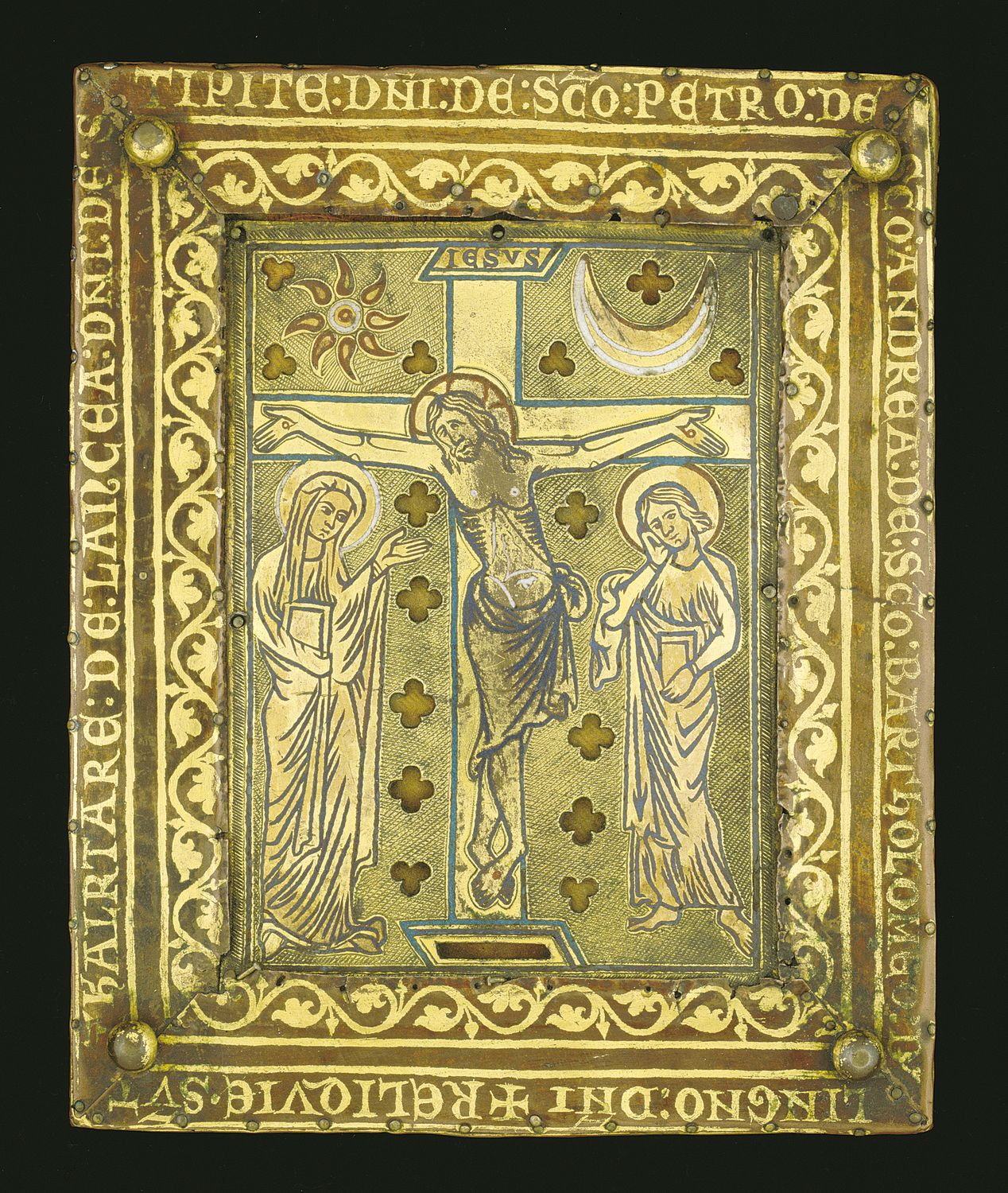
Zogenaamde draagaltaar van Jacob van Vitry (ca. 1216-1220)

- Vita Mariae Oigniacensis, hagiografie die kort na de dood van Maria van Oignies in 1213 werd geschreven. Het was een van de weinige getuigenissen over het leven van de begijnen in die periode.
- Historia Hierosolymitana, een reeks historiografische werken over Jeruzalem, begonnen in 1219 en waarbij twee delen voltooid werden.
  - Het deel Historia Orientalis, tevens het belangrijkste werk van Jacob van Vitry, beschreef de geschiedenis van het Heilige Land vanaf 1219. Het werd later een belangrijke bron voor de historiografie van de kruistochten en meer bepaald de Vijfde Kruistocht.
  - Het deel Historia Occidentalis handelde over de christelijke gewoonten in het westen tijdens de kruistochten.
- Daarnaast schreef hij talloze brieven en sermoenen zoals Sermones dominicales, Sermones de sanctis, Sermones vulgaris en Sermones communes sive quotidiani.

## Uitgaven
- Sermones de Tempore, Antwerpen, 1575
- Historia orientalis et occidentalis, Douai, 1597
- Vita b. Mariae Oignies, in: Acta Sanctorum, Junii, deel 4, p. 636-666, Antwerpen, 1707
- Sermones vulgares, in: Analecta Novissima Spicilegii solesmensis. Disseruit Joannes Baptista Pitra, deel 2, Parijs, 1888
- Die Exempla aus den Sermones feriales et communes des Jakob von Vitry, Heidelberg, 1914
- Robert Burchard Constantijn HUYGENS, Lettres de Jacques de Vitry, Leiden, 1960
- Jean DONNADIEU, Jacques de Vitry. Historia Orientalis, Turnhout, 2008